# Gare de Saint-Nabord
Gare de Saint-Nabord – przystanek kolejowy w miejscowości Saint-Nabord, w departamencie Wogezy, w regionie Grand Est, we Francji. Jest zarządzany przez SNCF i obsługiwany przez pociągi TER Grand Est. 

## Położenie
Znajduje się na linii Épinal – Bussang, na km 23,342 między stacjami Éloyes i Remiremont, na wysokości 404 m n.p.m.

## Linie kolejowe
- Linia Épinal – Bussang